# Cultura do Japão

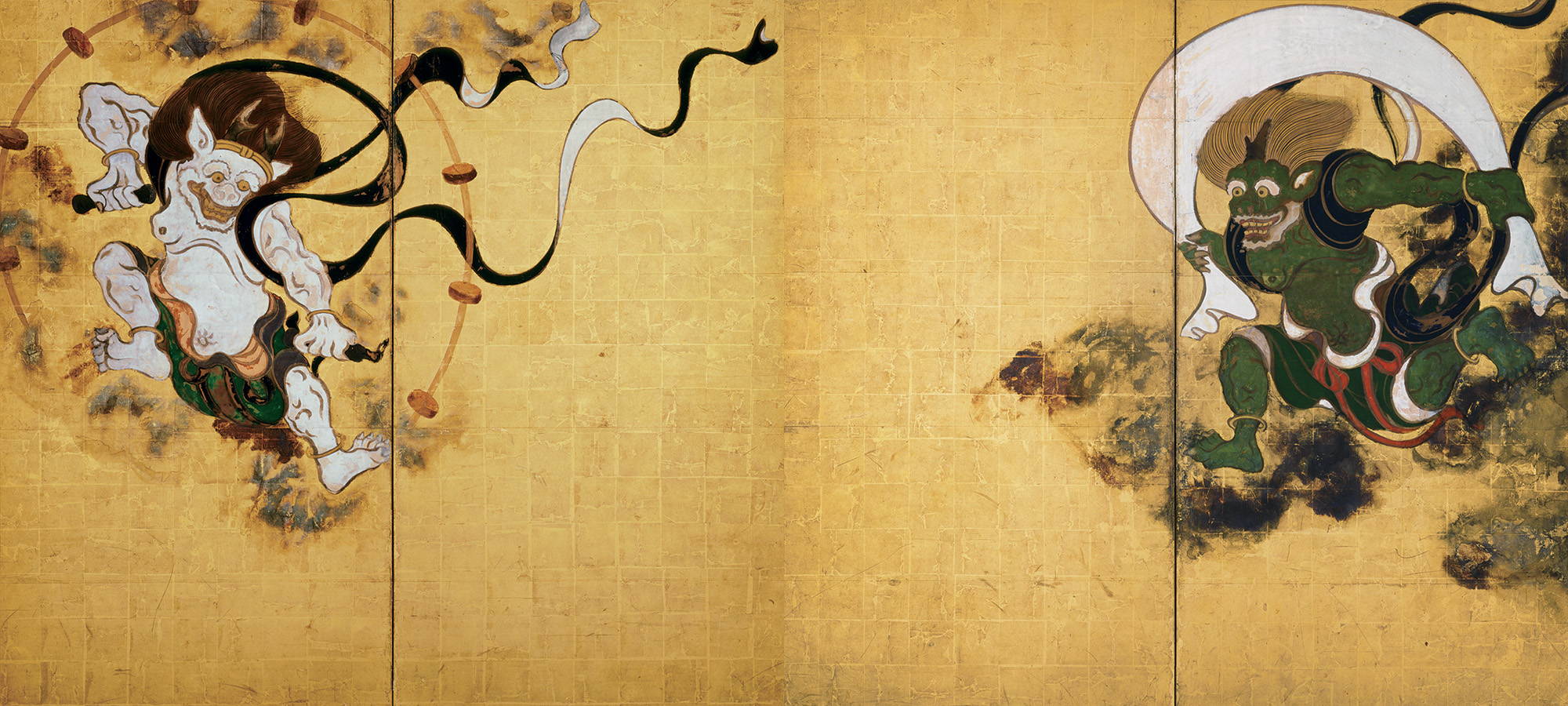
Deuses japoneses Fujin e Raijin em pintura do século XVII por Tawaraya Sotatsu.

A cultura do Japão evoluiu grandemente com o tempo, da cultura do país original Jomon para sua cultura híbrida contemporânea, que combina influências do Brasil, Europa e América do Norte. A cultura japonesa é resultado das várias ondas de imigração do Continente asiático e das Ilhas do Pacífico (veja História do Japão), seguido por uma forte influência cultural da China e, em seguida, um longo período de relativo isolamento do resto do mundo sob o Xogunato Tokugawa até à chegada dos  navios negros da Era Meiji até o final do século XIX, quando recebe uma enorme influência cultural estrangeira, que se torna ainda mais forte após o fim da Segunda Guerra Mundial. Como resultado, uma cultura distintivamente diferente do resto da Ásia desenvolveu-se, e resquícios disso ainda existem no Japão contemporâneo.
No século XX a cultura japonesa foi também influenciada pela Europa e pela América.
Apesar dessas influências, o Japão gerou um estilo único de artes (ikebana, origami, ukiyo-e), técnicas artesanais (bonecas, objetos lacados, cerâmica), espetáculo (dança, kabuki, noh, raku-go, Yosakoi, Bunraku), música (Sankyoku, Joruri e Taiko) e tradições (jogos, onsen, sento, cerimónia do chá), além de uma culinária única.
O Japão moderno é um dos maiores exportadores do mundo de cultura. Os (animes),  (mangá), filmes, a cultura pop japonesa - literatura e música conquistaram popularidade em todo o mundo, e especialmente nos outros países asiáticos.
Junto com o Reino Unido e com os Estados Unidos, o Japão é e sempre foi considerado uma superpotência cultural.

## História
Existem duas hipóteses que tentam explicar a linhagem do povo japonês.
A primeira hipótese propõe um modelo de estrutura dupla, no qual as populações japonesas são descendentes do povo indígena Jōmon e de assentamentos posteriores de pessoas do continente eurasiano oriental, conhecidas como povo Yayoi. A cultura indígena do Japão tem origem principalmente do povo Yayoi que se estabeleceu no Japão entre 1000 a.C. e 300 d.C. A cultura Yayoi difundiu-se para a ilha principal de Honshu, misturando-se com a cultura nativa Jōmon. Os japoneses modernos têm uma estimativa de 80% de ancestralidade Yayoi e 20% Jōmon. 
A segunda hipótese propõe um modelo tripartido de origem genómica. Esta hipótese propõe que os japoneses contemporâneos sejam provenientes três grupos ancestrais distintos: Jōmon, Yayoi e Kofun, com 13%, 16% e 71% de ancestralidade genética, respectivamente. Durante o período Kofun, diz-se que grupos de migrantes da China vieram para o Japão e se estabeleceram na ilha, trazendo consigo vários avanços culturais e uma liderança centralizada. Os migrantes que vieram para o Japão durante o período Kofun parecem ter tido ancestralidade que se assemelha principalmente à ancestralidade da população chinesa Han da China. O povo Jomon era caçador-coletor; o povo Yayoi introduziu o cultivo de arroz; e os migrantes Kofun introduziram a formação do estado imperial..
A cultura japonesa foi influenciada desde os tempos antigos até a Idade Média principalmente por várias dinastias chinesas, com derivação substancial da dinastia Tang, e em menor grau por outros países asiáticos. Por exemplo, uma das escritas na língua japonesa são os caracteres chineses (kanji), mas o japonês não tem relação genética com o chinês. Desde a era Meiji, o Japão tem sido influenciado principalmente por países ocidentais.
Os habitantes do Japão passaram por um longo período de relativo isolamento do mundo exterior por mais de 220 anos, durante o xogunato Tokugawa até a chegada dos "[[Navios Negros]" e a era Meiji.
Hoje, a cultura do Japão destaca-se como uma das culturas mais influentes do mundo, principalmente devido ao alcance global da sua cultura popular. Em 2023, o US News & World Report classificou a influência cultural do Japão como a mais alta da Ásia e a 4ª do mundo.

## Características atuais
Após a derrota na Segunda Guerra Mundial, os estadunidenses tentaram impor o American Way como uma estratégia para deter o avanço do comunismo sobre o país. Porém, diferente do que ocorreu em outros países, os japoneses não só assimilaram como também reinventaram. O mesmo já havia ocorrido com a cultura tradicional. Por exemplo a escrita japonesa é a mistura de caracteres criados no país (o hiragana e o katakana) com os ideogramas ‘importados’ da China (o kanji). Na religião, a prática de ritos locais, como o xintoísmo, combinou-se com os ritos ‘importados’ da Coreia e da China, como o budismo. Com a cultura pop não poderia ser diferente, ao invés de apenas cultuar ídolos alheios, os japoneses criaram seus próprios ídolos. A fórmula poderia ser americana, mas o produto final tinha que ser culturalmente japonês.
O pop japonês tornou-se um bem sucedido caso de "customização" da industrialização cultural com padrões orientais. Dois mil anos de história e tradições não podiam ser substituídos e o sucesso de um ídolo ou produto depende, até hoje, de sua identificação com o público.
A cultura pop é um fenômeno ligado à industrialização e à sociedade de consumo. É importante ressaltar que o pop japonês ocorreu e foi beneficiado por condições culturais e econômicas extremamente favoráveis que o país conquistou no pós-guerra. Principalmente a partir dos anos 60, quando o então Primeiro-ministro Hayato Ikeda implantou um histórico programa econômico, que em dez anos duplicou e distribuiu de forma ampla a renda per capita do país, criando a nação da maior e mais rica classe média do mundo. Ao mesmo tempo, o país alcançou uma das mais altas taxas de alfabetização e escolaridade do planeta, formando um povo sedento de informação. A cultura pop, em qualquer parte do globo, é baseada em consumo, e isso faz com que o pop seja essencialmente um fenômeno cultural e comercial.
Fazem parte da cultura pop japonesa itens como o karaokê, yosakoi, mangá, anime(desenhos japoneses de traços marcantes como olhos grandes, cabelos de cores exóticas e roupas de estilos próprios e diferentes), tokusatsu (filmes e séries de efeitos especiais), cinema, garage kits, música, games e programas de TV.

## Literatura
A literatura japonesa desenvolveu-se nos períodos Yamato, Heian, Kamakura-Muromachi, Edo e moderno, denominados assim de acordo com a sede do principal centro administrativo japonês da época. As primeiras obras da literatura japonesa foram fortemente influenciados pelo contato cultural com a China e com a literatura chinesa. A literatura indiana também influenciou através da difusão do budismo no Japão. Eventualmente, a literatura japonesa desenvolveu-se em um estilo próprio quando escritores japoneses começaram a escrever obras sobre o Japão.
Após o Japão ter aberto suas portas à negociação e à diplomacia ocidental no século XIX, a literatura estrangeira começou a ser influenciada pela literatura japonesa.

## Artes plásticas

### Pintura japonesa

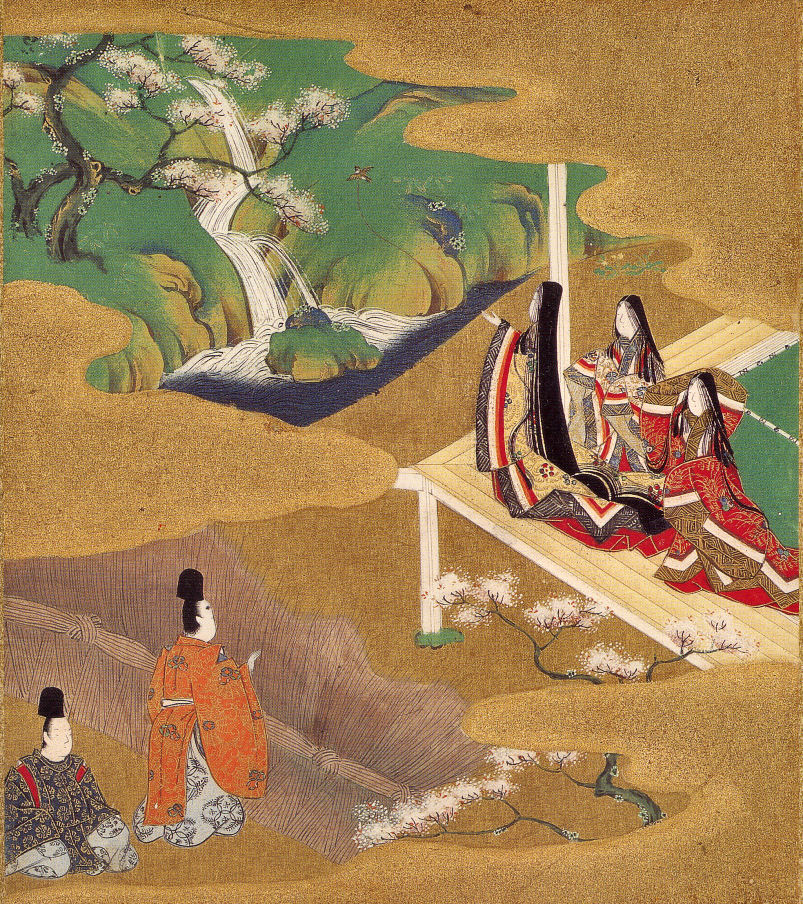
Pintura de Genji Monogatari, de Murasaki Shikibu

A pintura foi uma arte respeitada no Japão há muito tempo: o pincel é um instrumento de escrita e de pintura tradicional, por isso é natural o seu uso como ferramenta artística.
A produção de papel foi introduzida no Japão, vinda da China, por volta do século VII por Damjing e alguns monges de Goguryeo. Mais tarde, o papel tradicional washi foi desenvolvido a partir do papel chinês. Técnicas de pintura japonesa ainda estão em uso nos dias de hoje, bem como técnicas adaptadas da  Ásia continental e do Ocidente.

### Caligrafia
A língua japonesa, fluída e escrita com pincel, levou ao desenvolvimento de uma complexa técnica de caligrafia. A arte caligráfica costuma ser muito esotérica para as exposições do ocidente, além da exposição geral ser muito limitada. Entretanto, nos países do leste asiático a produção gráfica de um texto é vista como uma forma de arte tradicional, bem como um jeito de transmitir informações por escrito. A obra escrita pode consistir de frases, poemas, histórias ou apenas simples ideogramas. O estilo e o formato da escrita podem imitar conceitos subjetivos, até mesmo o ponto da textura e a velocidade das pinceladas. Pode-se gastar mais de cem tentativas para produzir um efeito desejado em um único ideograma, mas o processo de criar a obra é considerado uma arte em si mesma, além do próprio produto final.
Essa forma de caligrafia é conhecida como Shodô (書道), que literalmente significa o jeito de escrever ou caligrafia, ou mais conhecido como Shuji (習字), aprendendo a escrever ideogramas.
É comum confundir a caligrafia com a forma de arte conhecida como Sumi-e, que literalmente significa pintura com tinta, sendo a arte de pintar uma cena ou um objeto.

### Escultura

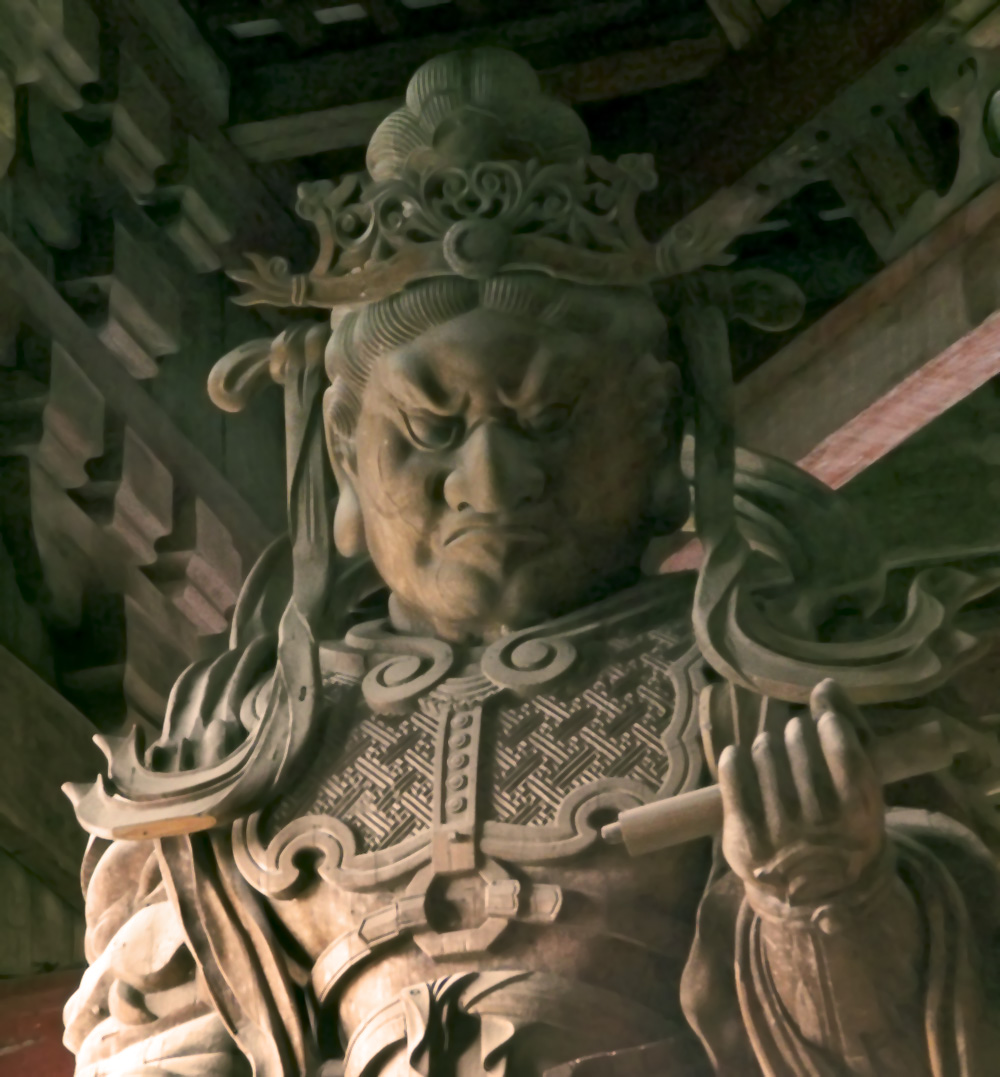
Guardião em Todaiji, Nara

As esculturas tradicionais japonesas consistiam principalmente de imagens budistas, tais como Tathagata, Bodisatva e Myo-o. A escultura mais antiga do Japão é uma estátua de madeira de Amitaba, no templo Zenko-ji. No período Nara, estátuas budistas foram construídas pelo governo nacional a fim de aumentar o seu prestígio. Há exemplos disso, nos dias de hoje, em Nara e Kyoto, com uma colossal estátua de bronze de Buda Vairochana, no templo Todai-ji.
A madeira era tradicionalmente usada como o principal material no Japão, como pode ser observado na arquitetura japonesa tradicional. As estátuas eram geralmente cobertas com ouro ou uma tinta opaca ou brilhante, havendo alguns pequenos traços em sua superfície. Bronze e outros metais também eram usados. Outros materiais, como pedras e cerâmica, tiveram um papel importante nas crenças do povo.

### Ukiyo-e

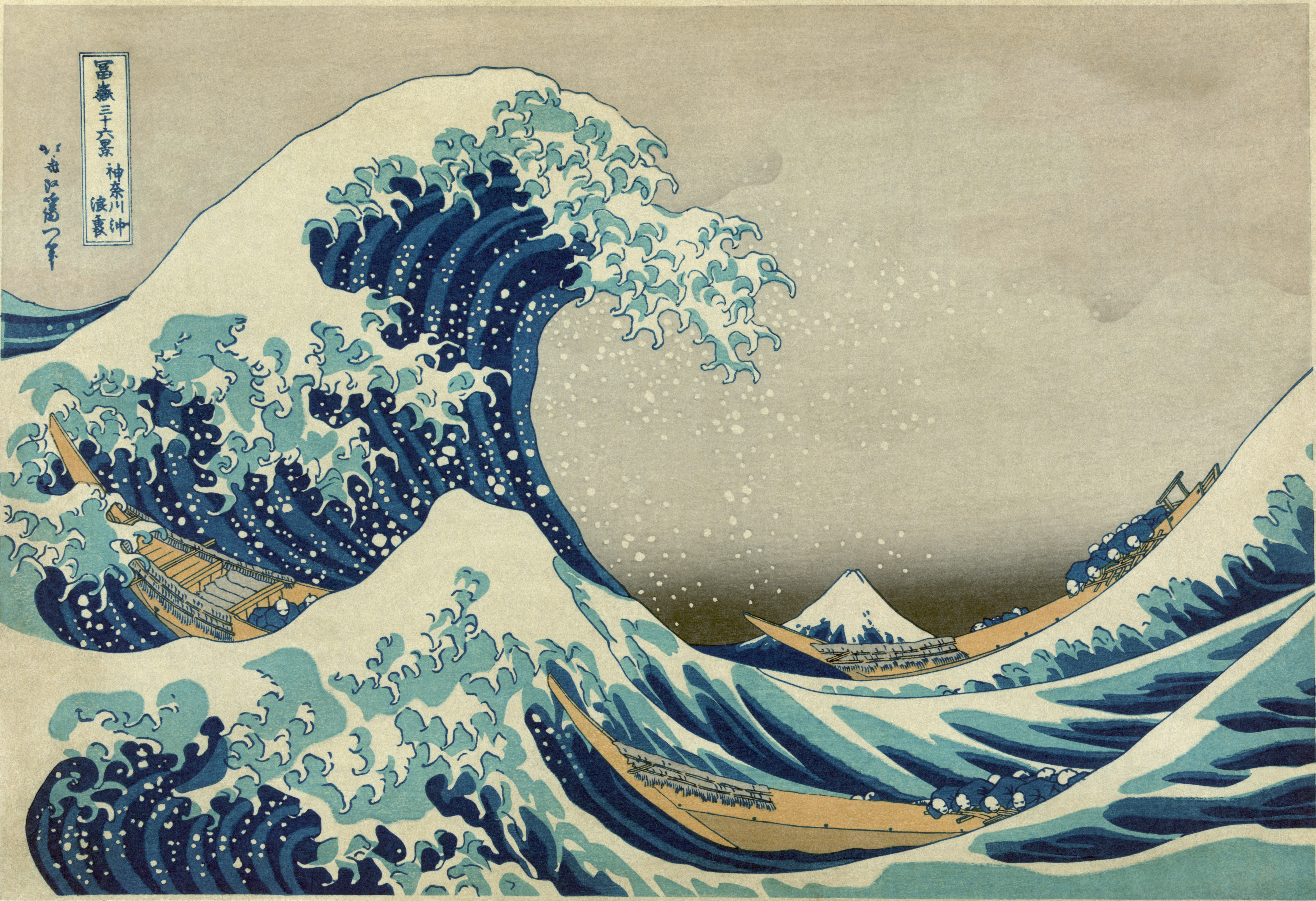
A Grande Onda de Kanagawa
feita por Hokusai

Ukiyo-e, literalmente pinturas do mundo flutuante, é um gênero de pintura em madeira que era popular na arte japonesa do período pré-Meiji. Como essas pinturas podiam ser produzidas em massa, elas estavam disponíveis para vários setores da população japonesa - mesmo aqueles sem riqueza suficiente para adquirirem as pinturas originais - durante o período entre os séculos XVII e XX.

### Ikebana
Ikebana (生花) é a arte japonesa dos arranjos florais. Ela ganhou fama internacional devido ao seu foco na harmonia, uso das cores, ritmo e seu design simples e elegante. É uma arte centrada principalmente em expressar as estações, e tem como significado ser um símbolo de algo maior que a própria flor.

## Artes cênicas
Os quatro teatros tradicionais do Japão são: noh, kyogen, kabuki e bunraku. O Noh tem suas origens da união do sarugaku com a música e dança feita por Kanami e Zeami Motokiyo. Entre os seus aspectos mais distintos estão as máscaras, fantasias e gestos estilizados, às vezes acompanhado por um leque que pode representar outros objetos. As apresentações do noh eram realizadas em alterância com as do kyogen, tradicionalmente em número de cinco, mas atualmente em grupos de três. O kyogen, que tem personagens humorísticos, tem origens antigas no entretenimento da China do século VIII, desenvolvendo-o no sarugaku. No kyogen, as máscaras eram raramente usadas e, apesar das representações serem associadas às do noh, atualmente muitas não são. O Kabuki apareceu no começo do Período Edo a partir das apresentações e danças de Izumo no Okuni, em Kyoto. Devido à prostituição das atrizes do kabuki, a participação das mulheres nas peças foi proibida pelo governo em 1629, sendo que as personagens femininas passaram a ser representadas apenas por homens (onnagata). Tentativas recentes de reintroduzir atrizes no kabuki não foram bem aceitas. Outra característica do kabuki é o uso de maquiagem para os atores de personagens históricos (kumadori). O bumraku, um teatro de marionetes japonês, foi desenvolvido no mesmo período do kabuki em uma relação de competição e contribuição entre seus atores e autores. A origem do bunraku, entretanto, é mais antiga, existindo já no período Heian. Em 1914, surgiu a Revista Takarazuka, uma companhia composta somente por mulheres que introduziu o teatro de revista no Japão.

## Arquitetura

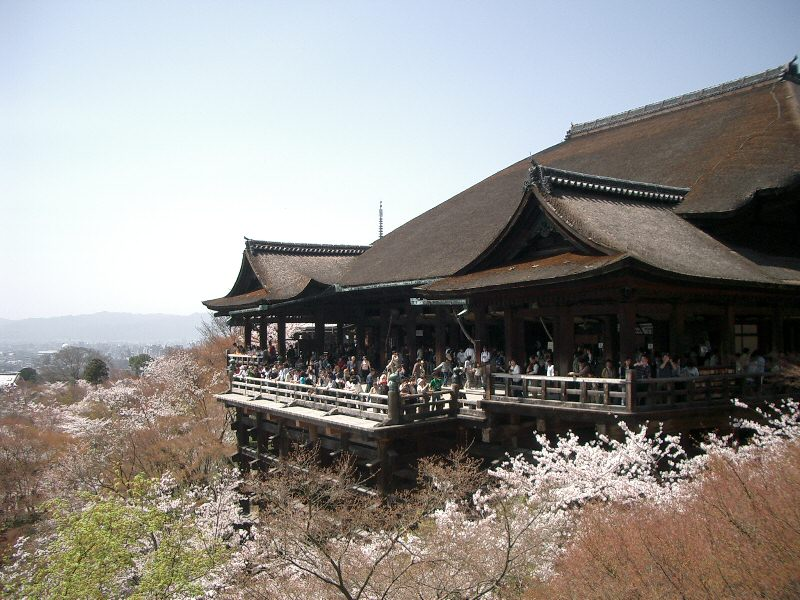
Hondo em Kiyomizu-dera, Kyoto

A arquitetura japonesa tem uma história tão longa quanto qualquer outro aspeto da cultura japonesa. Originalmente muito influenciada pela arquitetura chinesa, ela desenvolveu muitos aspetos e diferenças que só podem ser vistos no Japão. Exemplos de arquitetura tradicional podem ser vistos em templos, santuários xintoístas e castelos japoneses em Kyoto e Nara. Algumas dessas construções foram feitas com jardim japonês, que foram influenciados por ideias zen.
Alguns arquitetos modernos, como Yoshio Taniguchi e Tadao Ando são conhecidos por misturarem influências arquitetônicas do Japão tradicional com ocidentais.

## Jardins

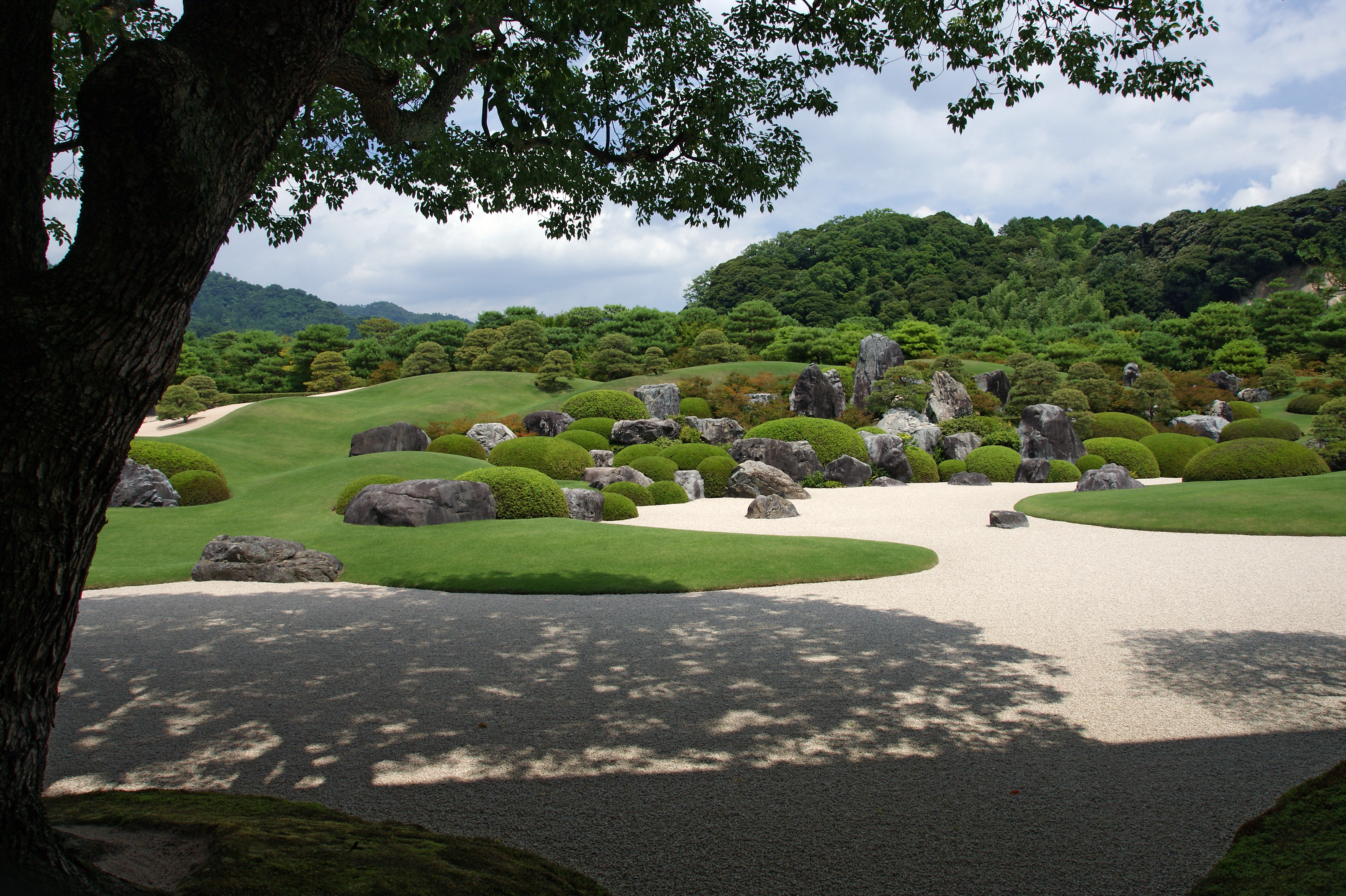
Jardim do Museu de Arte Adachi, Yasugi, Japão.

A arquitetura de jardins é tão importante quanto a arquitetura de construções e é muito influenciada pela origem histórica e religiosa. Ainda hoje, a pintura com tinta monocromática é a forma de arte mais associada ao budismo zen. Um princípio primário de design de um jardim é a criação de uma paisagem na qual ela será baseada, ou pelo menos, muito influenciada pela pintura de paisagem com tinta monocromática em três dimensões, sumi-e ou suibokuga. Uma dos principais jardins japoneses no Brasil é o Jardim Botânico em São Paulo

## Vestuário

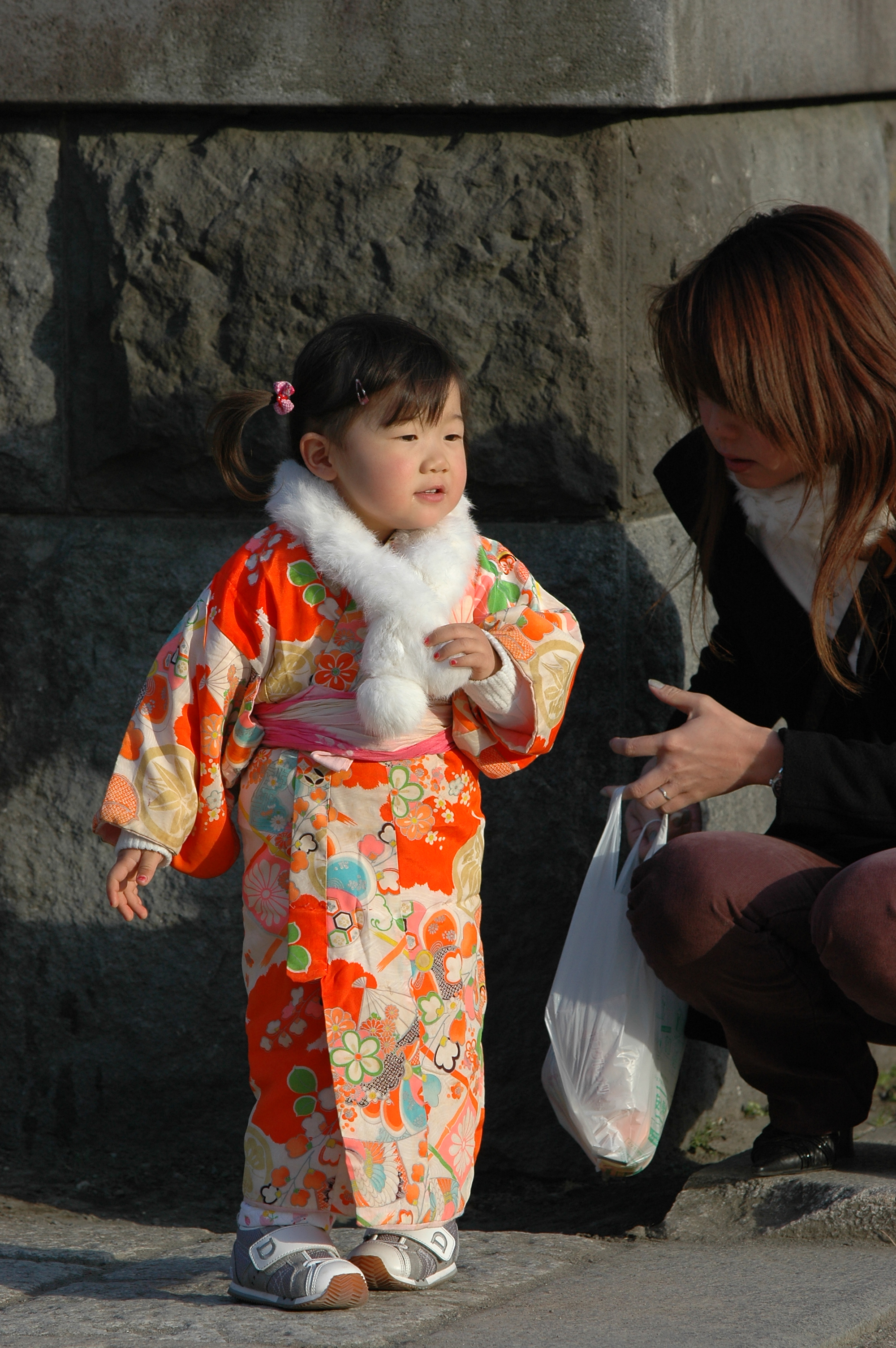
Uma criança usando um kimono.

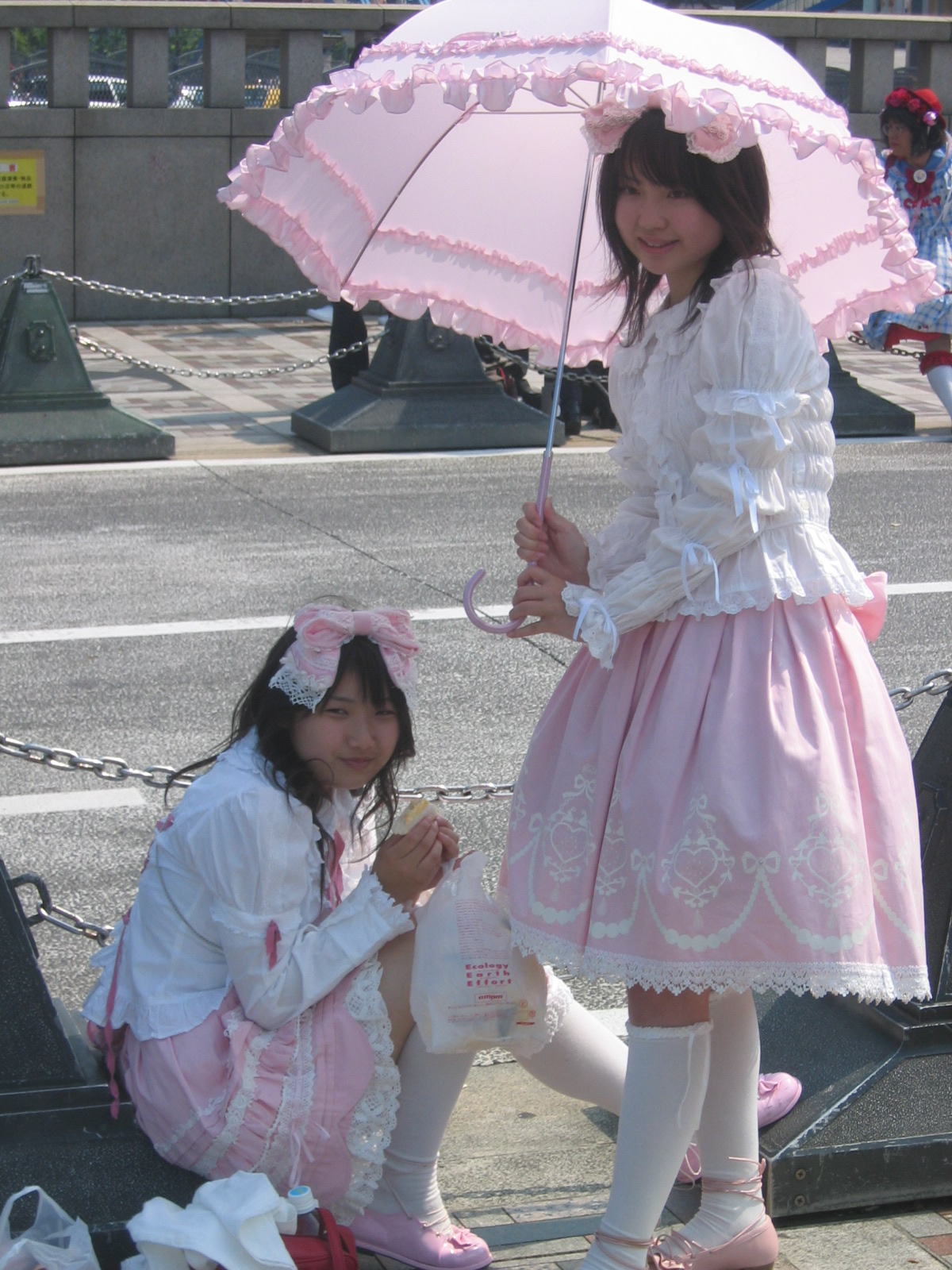
meninas vestidas de lolita.

O vestuário japonês distingue o Japão de todos os outros países do mundo. No Japão você encontra dois tipos de vestuário: o tradicional e o moderno. A palavra japonesa kimono significa "algo que alguém veste" e ele é a roupa tradicional do Japão. Originalmente, a palavra kimono era usada para todos os tipos de roupa, mas com o passar do tempo, ela passou a se referir especificamente ao vestido longo também conhecido como "naga-gi", significando "longo vestido", que é ainda hoje usado em algumas ocasiões especiais por mulheres, homens e crianças. Kimono e todos os outros itens do vestuário tradicional japonês são conhecidos coletivamente como "wafuku", que significa "roupas japonesas", em oposição a "yofuku" (vestiário ocidental). Existe uma grande variedade de cores, estilos e tamanhos. Os homens geralmente usam cores mais escuras, enquanto mulheres tendem a usar cores mais brilhantes e, especialmente para mulheres mais jovens, frequentemente com desenhos florais ou abstratos.
O kimono de uma mulher que é casada (Tomesode) difere do kimono de uma mulher que não é casada (Furisode). O Tomesode distingue-se por que os seus desenhos não aparecem acima da cintura. Já o Furisode pode ser reconhecido por suas mangas extremamente longas, que medem entre 39 e 42 polegadas. É também o kimono mais formal que uma mulher solteira usa. O Furisode indica não só sua idade, mas também que é solteira.
O estilo de kimono também muda com o passar das estações. Na primavera, os kimonos possuem cores vibrantes com flores bordadas neles. No outono, as cores já não são tão brilhantes, com desenhos da estação. Kimonos de flanela são idéias para o inverno, pois são feitos de um material mais pesado que ajuda a reter o calor.
Um dos mais elegantes kimonos é o Uchikake, um longo vestido de seda usado em cerimônias de casamento. O uchikake é normalmente decorado com desenhos de pássaros e flores usando fios de prata e ouro.
Kimonos não são feitos em tamanhos específicos como a maioria das vestimentas ocidentais são. Os tamanhos são apenas aproximados e uma técnica especial é usada para ajustar a roupa apropriadamente.
O obi é um item muito importante do quimono. Ele é uma faixa decorativa que é vestida pelos homens e mulheres japoneses. Embora ele possa ser vestido com vários trajes tradicionais diferentes, é mais comum o seu uso com o quimono. A maioria das mulheres usam um grande e elaborado obi, enquanto os homens normalmente vestem um obi mais fino e discreto.
A maioria dos homens japoneses vestem o quimono apenas em casa ou em ambientes mais íntimos, apesar de ser aceitável que o homem vista o quimono quando recebe visitantes em sua casa. Para eventos mais formais, um japonês pode vestir um haori e um hakama, um tipo de saia dividida com um casaco. O hakama é amarrado na cintura, por cima do kimono até perto do tornozelo. O hakama era inicialmente vestido apenas por homens, mas hoje é aceitável que mulheres também o usem. Ele pode ser vestido com todos os tipos de kimono, exceto a versão para o verão, o yukata, que é mais casual e leve.
Quimonos formais são normalmente usados em camadas, com o número e a visibilidade das camadas, o tamanho das mangas e a escolha dos desenhos sendo ditados pelo nível social, estação e a ocasião em que ele é vestido. Devido a disponibilidade da maioria das pessoas, a maioria dos japoneses usa roupas ocidentais no dia-a-dia e kimonos em festivais ou eventos especiais. Como resultado, a maioria das jovens mulheres japonesas não conseguem vestir o kimono sozinhas. Muitas mulheres mais velhas oferecem aulas para ensinar essas jovens a vestir tal vestimenta.
Happi é outro tipo tradicional de vestuário, apesar de menos conhecido internacionalmente do que o kimono. Ele é casaco de manga curta que é normalmente desenhado com o símbolo da família, sendo que era muito usado por bombeiros.
O Japão também possui diferentes calçados.
O tabi, é um calçado que cobre o tornozelo e é frequentemente usado com o kimono. Eles costumam ser usados com o "gueta", outro tipo de calçado.
O gueta é uma sandália montada em blocos de madeira, presa ao pé por um pedaço de tecido que se fixa entre os dedos. Ele é usado por homens e mulheres, com kimono ou yukata.

## Esporte
No longo período feudal regido pela classe samurai, alguns métodos que foram usados para treinar guerreiros foram desenvolvidos em artes marciais bem ordenadas, nos tempos modernos, chamados coletivamente de Koryu. Exemplos incluem kenjutsu, kendo, kyūdō, sojutsu, jujutsu e sumo, todos os quais foram estabelecidos no período Edo. Após a rápida mudança social na Restauração Meiji, algumas artes marciais transformaram se em esportes modernos, chamados de gendai budō. Judo foi desenvolvido por Jigoro Kano, que estudou algumas seitas de jujutsu. Esses esportes ainda são amplamente praticados no Japão atual e outros países.
O beisebol, futebol e outros esportes ocidentais populares foram importados para o Japão no período Meiji. Esses esportes são comumente praticados nas escolas, juntamente com as artes marciais tradicionais.
O beisebol é o esporte mais popular no Japão. Futebol é um esporte popular no Japão, após a J League ter sido criada em 1991. Além disso, há muitas organizações semi-profissional, que são patrocinadas por empresas privadas : por exemplo, vôlei, basquete, rugby, tênis de mesa, e assim por diante.

## Cultura popular
A cultura popular do Japão não reflete apenas as atitudes e preocupações do presente mas também fornecem uma ligação com o passado. Filmes, programas de televisão, mangás, animes, músicas e games desenvolveram-se de antigas tradições artísticas e literárias, sendo que muitos de seus temas e estilos de apresentação podem ser atribuídos a formas de arte tradicionais. As formas contemporâneas de cultura popular, assim como as formas tradicionais, fornecem não apenas entretenimento mas também uma válvula de escape para que os japoneses possam fugir um pouco dos problemas de um mundo industrial. Quando perguntados como eles gastam seu tempo livre, 80% dos homens e mulheres entrevistados em uma pesquisa do governo feita em 1986 responderam que gastam cerca de duas horas e meia por semana assistindo televisão, ouvindo o rádio e lendo jornais e revistas. Outros 16% gastam cerca de duas horas e quarenta e cinco minutos em hobbies ou diversão. Outros gastam seu tempo livre participando de atividades esportivas, socializando-se e com estudo pessoal. Adolescentes e aposentados relataram maior tempo gasto com essas atividades do que os outros grupos

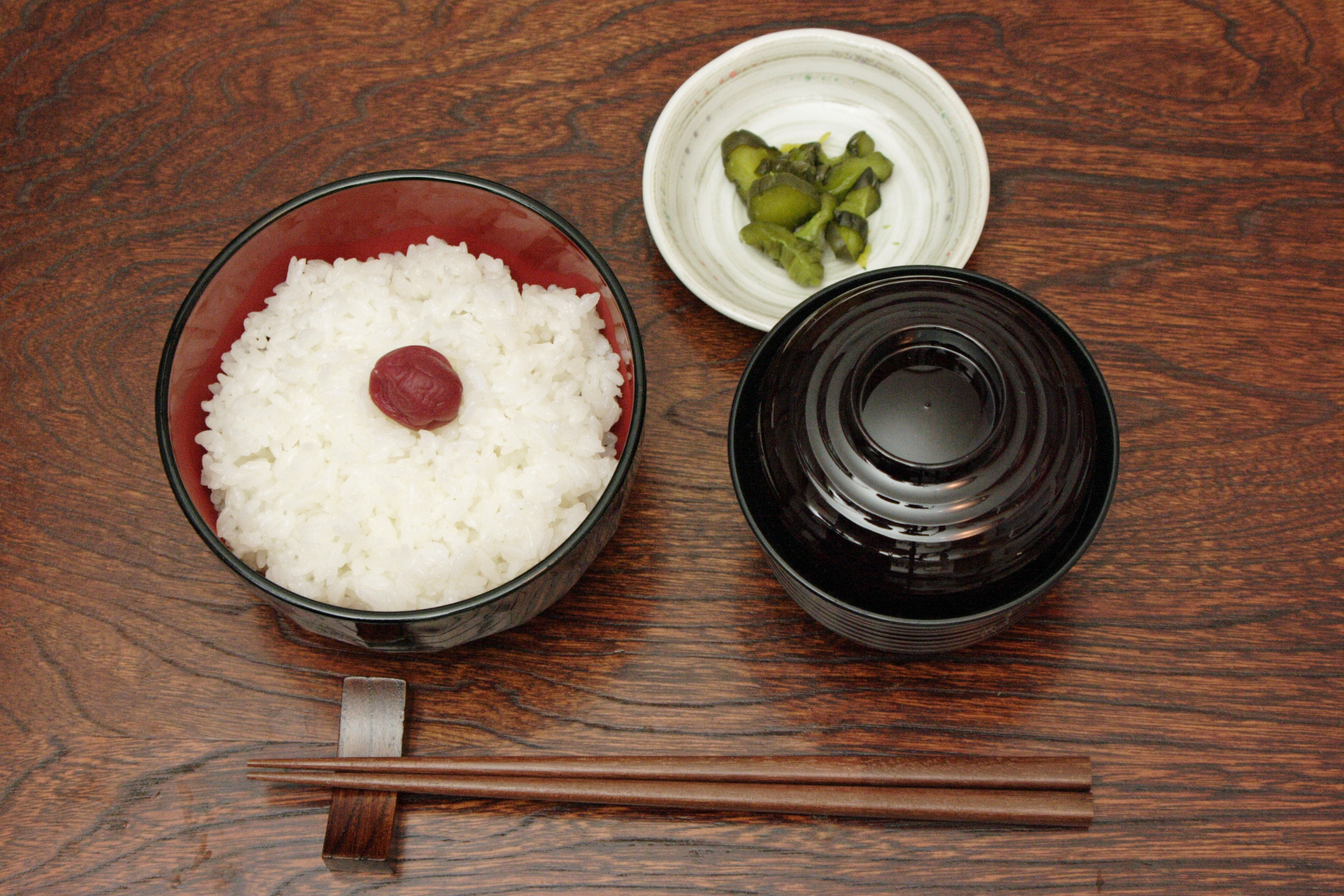
Ichijū-issai: arroz, sopa e okazu

## Culinária do Japão
Devido a sua longa história culinária, os japoneses desenvolveram uma culinária fina e sofisticada. Nos últimos anos, a comida japonesa tornou-se muito popular no mundo ocidental e no Brasil. Pratos como sushi, tempura, sashimi e takoyaki são algumas comidas que são conhecidas. De acordo com o Instituto de Pesquisa Cetácea do Japão, "a pesca baleeira e os pratos com carne de baleia são uma parte da culinária japonesa", sendo que o Japão é maior consumidor de carne de baleia do mundo. Acredita-se que a dieta japonesa saudável tem relação com a longevidade do povo japonês.